# Menhir de La Nouette
Le Menhir de La Nouette est un menhir situé à Breteil, dans le département français d'Ille-et-Vilaine.

## Description
Il s'agit d'un petit menhir de schiste pourpré de 1,30 m de hauteur récemment « découvert » et remis en place...
Auparavant, il existait deux menhirs nommés « Menhirs de la Pierre Longue » mentionnés jusqu'aux années 1850 et cités par Paul Bézier. L'un d'entre eux fut retrouvé en 1989 et remis en place en 1992. Il fait désormais partie du patrimoine de Breteil.
En 1980, l'étude des noms des parcelles permet de situer ces menhirs aux environs de la Nouette où sont repérés deux microtoponymes « le champ de la pierre » et « les grosses roches ». Cependant, il ne semble pas y avoir de trace des mégalithes... En octobre 1991, la Direction régionale des Affaires culturelles de Bretagne confirme la découverte. Exhumé, le menhir a été redressé en 1992 sur le lieu même de sa découverte. En schiste pourpré et en partie détruit, il ne mesure plus que 1,30 m de hauteur pour une largeur de 1 m et une « épaisseur » d'environ 80 cm. Il conserve une cupule sur la partie supérieure. » 